# The Rest (EP)
The Rest es el segundo EP del supergrupo de indie rock estadounidense Boygenius, lanzado por su sello discográfico de Interscope Records el 13 de octubre de 2023. Es una continuación del álbum debut del grupo, The Record, y las canciones individuales se revelaron individualmente durante la gira del álbum. Al lanzar, se recibió positivamente de los críticos.

## Lista de canciones
Todas las canciones escritas por Julien Baker, Phoebe Bridgers y Lucy Dacus, salvo la tercera pista, Voyager.
1. "Black Hole" – 2:21
2. "Afraid of Heights" – 2:41
3. "Voyager" (Baker, Bridgers, Dacus, Christian Lee Hutson, Conor Oberst y Marshall Vore) – 2:48
4. "Powers" – 4:14

## Contribuyentes
- Julian Baker – instrumentación, voces, voces principales en el primer verso de "Black Hole" y todo "Powers", producción
- Phoebe Bridgers – instrumentación, voces, co-voces principales en el segundo verso de "Black Hole", voces principales en todo "Voyager", producción
- Lucy Dacus – instrumentación, voces, co-voces principales en el segundo verso de "Black Hole", voces principales en todo "Afraid of Heights", producción

## Listas de éxito
| Lista de éxito (2023)                     | Posición óptima en la lista |
| ----------------------------------------- | --------------------------- |
| Álbumes alemanes (Offizielle)             | 67                          |
| EE. UU. (Billboard Hot 200)               | 50                          |
| EE. UU. (Billboard lista de álbumes folk) | 4                           |

El rendimiento de The Rest en las listas de éxito. El álbum tuvo más éxito en la lista de álbumes folk de Billboard, en la que llegó a la 4.º posición y estuvo durante 3 semanas.